# F 1 (sommergibile)
L’F 1 è stato un sommergibile della Regia Marina.

## Storia
Con il capitano di corvetta Guido Calieri come comandante, una volta operativo – dicembre 1916 – divenne capo flottiglia della Flottiglia Sommergibili di Ancona.
Fu impiegato principalmente in funzione offensiva, lungo le coste dell'Adriatico facenti parte dell'Impero austro-ungarico e lungo le rotte mercantili nemiche; fu impiegato anche per la difesa di Venezia e della costa occidentale dell'Adriatico. 
Nel gennaio 1917 aveva base a Venezia e ne era comandante il tenente di vascello Cavalleri di Sala.
Effettuò in tutto 30 missioni di guerra, tutte prive di risultati.
Assegnato alla flottiglia di Venezia nel primo dopoguerra, vi rimase dal 1918 al 1921.
Nel maggio 1921 fu invece destinato alla II Flottiglia Sommergibili e spostato a Taranto.
Prese parte all'esercitazione del 1925.
Alle gare di attacco e lancio siluri del 1926 ricevette il secondo premio.
Fu radiato nel 1930 e demolito.